# Thor André Olsen
Thor André Olsen (* 29. April 1964) ist ein ehemaliger norwegischer Fußballspieler. Im Anschluss an seine Karriere war der Torwart als Torwarttrainer tätig.

## Werdegang
Olsen begann seine Laufbahn beim unterklassig spielenden Mo IL. 1987 schloss er sich Molde FK in der 1. Divisjon an. Am Ende der Spielzeit 1988, die er mit der Mannsch auf dem vierten Rang abschloss, wurde er als Norwegens Torhüter des Jahres ausgezeichnet. In der folgenden Spielzeit zog er mit dem Klub ins Pokalfinale ein, das jedoch gegen Viking FK verloren ging. 1991 zog er innerhalb Norwegens zum SK Brann weiter. Mit dem Klub spielte er in der Spielzeit 1991 gegen den Abstieg, der nach Erfolgen gegen Bryne FK und Strindheim IL in den Relegationsspielen vermieden wurde. Nach Mittelfeldplätzen in den folgenden Jahren verließ er Ende 1993 Norwegen.
Olsen heuerte beim Stockholmer Klub Djurgårdens IF in der zweiten schwedischen Liga an. Am Ende der Spielzeit 1994 stieg er mit dem Klub in die Allsvenskan auf. Nach einem sechsten Platz in der ersten Spielzeit belegte er an der Seite von Magnus Pehrsson, Klebér Saarenpää, Kaj Eskelinen und Nebojša Novaković in der Spielzeit 1996 einen Abstiegsplatz. Als Tabellenzweiter hinter dem Lokalrivalen Hammarby IF verpasste er mit dem Klub den direkten Wiederaufstieg. In der Aufstiegsspielen traf die Mannschaft auf Östers IF, scheiterte jedoch nach einem 1:1-Unentschieden und einer 0:2-Niederlage. In der Folge wurde Olsens auslaufender Vertrag nicht verlängert. Daraufhin ging er zum dänischen Klub Aalborg BK, wo er als Ersatztorhüter fungierte. Nach einer Verletzung von Eddie Gustafsson, dem etatmäßigen ersten Torhüter, wechselte er Anfang 1999 auf Leihbasis zum schwedischen Klub IFK Norrköping. Nach Ende der Leihfrist im Sommer verließ er Dänemark und spielte im Herbst 1999 kurzzeitig für Lillestrøm SK.
Später kehrte er zu seinem Heimatverein Mo IL zurück, wo er anfangs als spielender Torwarttrainer tätig war. Nachdem er zunächst seine Fußballschuhe an den Nagel gehängt hatte, wurde er 2007 als Ersatztorwart reaktiviert. Anlässlich eines Pokalspiels gegen Vålerenga IF kam er als Einwechselspieler zu einem Kurzeinsatz.